# Betty (Helmet)
Betty è il terzo album in studio del gruppo statunitense Helmet, pubblicato nel 1994 dalla Interscope Records.
Viene indicato come album "sperimentale", per l'introduzione di elementi jazz, blues, hip-hop e indie rock, anche se il "marchio" Helmet rimane, con i classici riff di chitarra stoppati. Il pezzo Milquetoast fa parte della colonna sonora del film Il corvo (indicato come Milktoast). I video tratti da questo album sono la già citata Milquetoast, Wilma's Rainbow e Biscuits for Smut. Questo album segna anche l'abbandono della band da parte di Peter Mengede (chitarra), che viene sostituito da Rob Echeverria.

## Tracce
Testi e musiche di Page Hamilton, eccetto dove indicato.
1. Wilma's Rainbow – 3:53
2. I Know – 3:41
3. Biscuits for Smut – 2:53
4. Milquetoast – 3:53
5. Tic – 3:40
6. Rollo – 2:38 (Henry Bogdan, Page Hamilton)
7. Street Crab – 3:31
8. Clean – 2:26
9. Vaccination – 3:04
10. Beautiful Love – 2:03 (Dizzy Gillespie)
11. Speechless – 2:58
12. The Silver Hawaiian – 2:08 (Henry Bogdan, Page Hamilton)
13. Overrated – 2:40
14. Sam Hell – 2:09

## Formazione
- Page Hamilton – voce, chitarra
- Rob Echeverria – chitarra
- Henry Bogdan – basso
- John Stanier – batteria